# Antonovo (obchtina)
Antonovo (bulgare : Антоново) est une obchtina de l'oblast de Targovichté en Bulgarie.